# Nilvange
Nilvange är en kommun i departementet Moselle i regionen Grand Est (tidigare regionen Lorraine) i nordöstra Frankrike. Kommunen ligger i kantonen Algrange som tillhör arrondissementet Thionville-Ouest. År 2022 hade Nilvange 4 375 invånare.

## Befolkningsutveckling
Antalet invånare i kommunen Nilvange
| Referens: INSEE |